# 프랑스의 루이 (1661년)
프랑스의 루이(Louis de France, 1661년 11월 1일 ~ 1711년 4월 14일)는 프랑스 국왕 루이 14세의 장남으로 태어났으나 왕위를 계승하지 못하고 49세에 부왕보다 먼저 사망한 프랑스의 왕세자이다. 몽세뇌르(Monseigneur) 또는 그랑 도팽(Grand Dauphin)으로도 불린다. 동명(同名)의 아들 루이 드 프랑스는 아버지와의 구분을 위해 프티 도팽(Petit Dauphin)으로 불린다.

## 생애

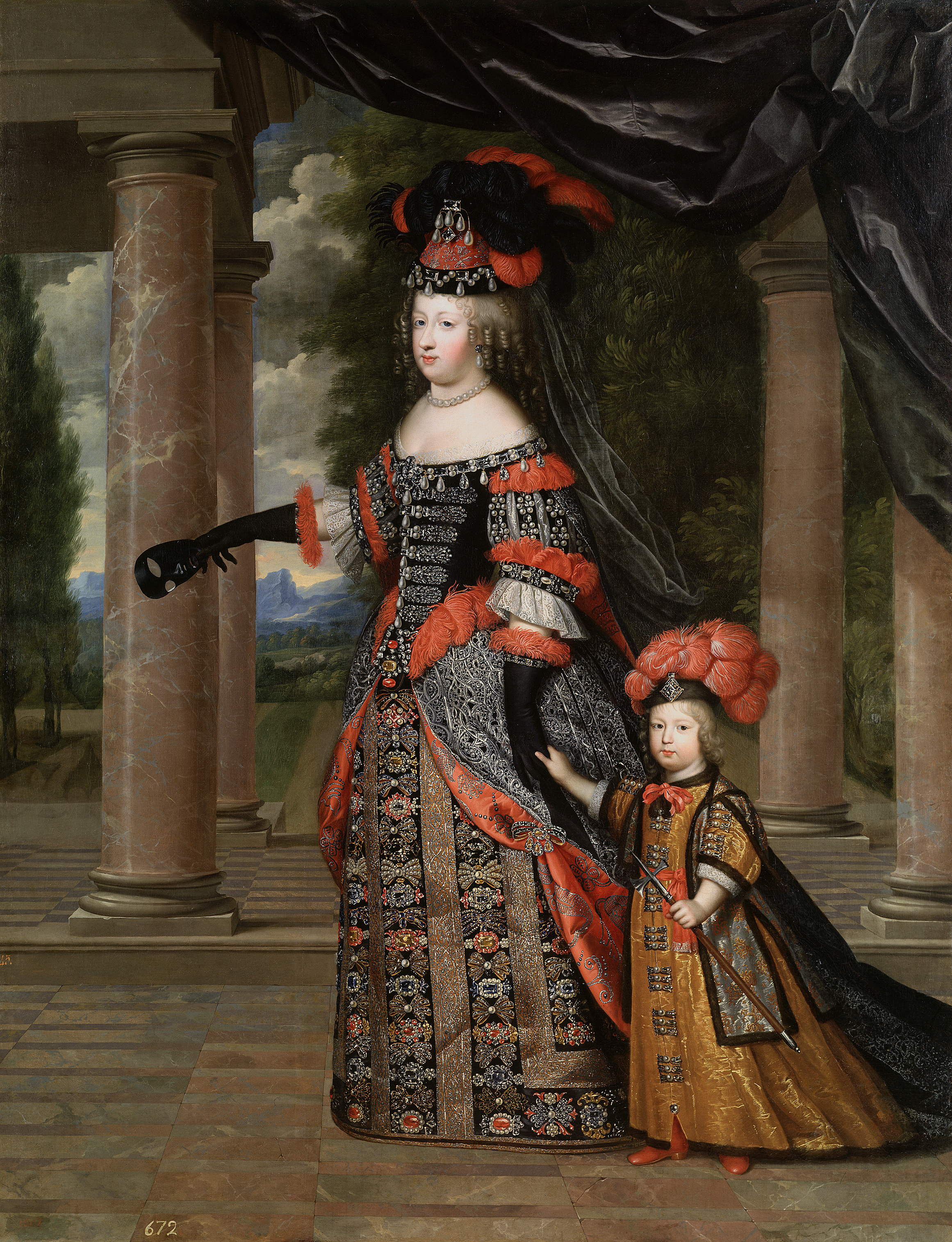
<마리테레즈 왕비와 그녀의 아들 프랑스 왕세자>, 샤를 보브룅 작, 1663-1666.

### 어린 시절
루이 드 프랑스는 루이 14세와 마리테레즈 도트리슈의 장남으로 1661년 11월 1일 퐁텐블로궁에서 태어났다. 루이 13세가 결혼한지 23년만에 나온 자식인 아버지 루이 14세와는 다르게, 루이 드 프랑스는 아버지 루이 14세가 결혼하고 1년도 채 안되어 태어났다. 루이 14세는 자식이 태어나는 것을 지켜보았고, 아들이 태어나자 창문으로 달려가 "왕비가 아들을 낳았다!"라며 발표했다. 아버지의 자랑거리로, 루이 드 프랑스에게 "몽세뇌르"라는 새 칭호가 주어졌다. 1662년 6월 5일, 튀일리궁 앞, 현 "카루젤(마상시합) 광장"에서 루이 드 프랑스의 탄생을 기념하여 대 마상시합 경기가 열렸다. 루이 드 프랑스는 교황 클레멘스 9세를 대부로, 영국 왕비 앙리에타 마리 드 프랑스를 대모로 하여 가톨릭으로 세례받았다. 7살 때까지 루이 드 프랑스는 가정 교사로 모트 부인을 두었다.
1661년 퐁텐블로 궁전에서 태어난 루이는 곧바로 왕태자로 책봉되었고, 일곱 살이 되던 해부터 프랑스의 왕위 계승자로서 엄격한 교육을 받게 되었다. 그의 가정교사는 당대 최고의 설교사이자 연설가인 모의 대주교 자크 베니뉴 보쉬에였다. 루이는 아주 총명하거나 유능하지는 않았지만 친절하고 관대한 성품으로 프랑스 국민들에게 인기가 있었다.
루이 14세는 아들의 신붓감으로 유럽 왕실의 여러 공주들을 물망에 올렸고, 그중에는 메디치 가문의 안나 마리아 루이자, 오를레앙 공 필리프 1세의 딸 마리 루이즈도 있었다. 결과적으로 도팽 루이의 아내로 선택된 것은 바이에른 선제후 페르디난트 마리아의 장녀 마리아 아나였다. 두 사람은 1680년 3월 7일 결혼했고 마리아 안나는 10년 뒤인 1690년 죽었다. 루이는 비밀리에 애인 마리 에밀리와 결혼했지만 그녀는 프랑스의 왕태자비로 인정받지는 못했다.

## 자녀
도팽 루이는 세 명의 아들을 두었고, 그 중 장남 프티 도팽 루이의 아들이 루이 14세의 뒤를 이어 프랑스의 국왕으로 즉위하는 루이 15세이다.
| 사진 | 이름   | 생일             | 사망                  | 기타                                                                         |
| ---- | ------ | ---------------- | --------------------- | ---------------------------------------------------------------------------- |
|      | 루이   | 1682년 8월 16일  | 1712년 2월 18일(29세) | 부르고뉴 공작, 1696년 마리 아델라이드 드 사부아(1685-1712)와 결혼 ; 슬하 3남 |
|      | 필리프 | 1683년 12월 19일 | 1746년 7월 9일(62세)  | 앙주 공작, 이후 스페인 국왕으로 추대, 8남 3녀                                |
|      | 샤를   | 1686년 7월 31일  | 1714년 5월 5일(27세)  | 베리 공작, 1710년 루이즈엘리자베트 도를레앙(1695-1719)과 결혼 ; 미혼         |

### 죽음
1701년에 도팽 루이에게 뇌일혈이 발병했다. 그는 1711년 4월 14일 오후 11시 30분 49살의 나이로 뫼동에 있는 본인의 오래된 궁궐 안 침실에서 천연두로 사망했다.